# 内ケ谷ダム
内ケ谷ダム（うちがたにダム）は、岐阜県郡上市大和町内ケ谷にある、一級河川・亀尾島川上流に建設中のダムである。
岐阜県が長良川流域の治水計画の一環で施工するダムで、高さ84.2メートルの重力式コンクリートダム。
亀尾島川および下流の長良川の洪水調節と流水の正常な機能の維持を目的とした多目的ダムである。また、維持放流水を利用した、最大出力720kwの水力発電所が中部電力によって建設される予定である。2027年（令和9年）の完成を予定し、工事が進められている。
当初は亀尾島ダムという名称であったが、地元の大和町の要望により昭和55年に内ヶ谷ダムに名称変更、その後所在地の内ヶ谷が内ケ谷に表記変更されたことにともない現在の名称となった。